# Ваља Станеј (Бузау)
Ваља Станеј (рум. Valea Stânei) насеље је у Румунији у округу Бузау у општини Сарулешти. Oпштина се налази на надморској висини од 376 m.

## Становништво
Према подацима из 2011. године у насељу је живело 237 становника.